# Poço das Trincheiras
Poço das Trincheiras é um município brasileiro localizado na região sertaneja do estado de Alagoas. Sua população foi estimada em 15.032 habitantes, conforme dados do IBGE de 2022. Munícipio rico em Historia e belezas naturais, sendo considerado um dos mais belos do Sertão Alagoano.

## História
O local onde hoje encontra a cidade de Poço das Trincheiras era a propriedade da família Wanderley, descendentes de batavos. Após alguns anos, João Carlos de Melo implantou uma fazenda naquela área e uniu-se aos Wanderley. Existe uma escritura de venda de terras nas imediações da Ribeira do Ipanema (Santana do Ipanema), datada de 19 de março de 1771, de João Carlos de Melo e Martinho Vieira Rego, que faz referência à Tapera do Jorge, hoje, pertencente ao município de Poço das Trincheiras. A Lei Provincial n° 927, de 10 de Julho de 1883, criou o distrito do Poço das Trincheiras. O grande desenvolvimento do povoado foi, paulatinamente, revelando a necessidade da independência política. O líder mais dedicado na luta da emancipação foi Osman Medeiros, para ver o povoado se tornar município autônomo. Finalmente,  Poço das Trincheiras, antigo distrito subordinado ao município de Santana do Ipanema, foi elevado à categoria de município pela lei estadual nº 2100 de 15 de Julho de 1958 (instalação: 20 de Janeiro de 1959), sancionada pelo Governador Muniz Falcão.[carece de fontes?]
Sob o ponto de vista religioso, a freguesia foi criada pelo então presidente da Província de Alagoas, Pedro Leão Velloso Filho, através da Lei n°960 de 18 de Julho de 1885. Porém não houve instituição canônica do bispo de Olinda. Dessa forma, somente em 25 de Maio de 2003, por decreto de Dom Fernando Iório Rodrigues, bispo diocesano de Palmeira dos Índios, foi instituída - conforme o Direito Eclesiástico - a Paróquia de São Sebastião do Poço das Trincheiras. No mesmo dia, foi expedida a Provisão nomeando o padre Gilson Farias Barbosa administrador paroquial.
Segundo o Sr João de Aquino Monteiro, morador do povoado, afirmava com ênfase que as rústicas trincheiras foram erguidas no tempo dos holandeses, nas imediações da embocadura do Riacho do Sítio, nos Pacus, e na Cruz do Tempero na Passagem. Outras pessoas também acreditam que fossem do século XVII.
O registro conhecido e mais antigo do local já com a denominação de Poço das Trincheiras é de 1848. Está na descrição das andanças dos Irmãos Morais em um manuscrito do capitão Manoel Antônio Pereira Junior. Vimos nele: “Prosseguem em sua marcha; passam na Palmeira de Fora e seguem para a Ribeira do Ipanema e na Povoação do Poço das Trincheiras assaltam a propriedade do velho Machado, matam a este e a três filhos, sendo um delles Ambrosio Machado Wanderley e a moço do Penedo, que naquela infeliz ocasião ali achava-se o negócio. Cinco mortes em um instante!
Antes, a pouca distância do Poço, encontraram um escravo do Vigário de Águas Belas - João Lins dos Reis com uma carga de bahus do mesmo vigário, conduziram tudo: negro, bahus, e cavallo. O vigário ia adiante e vendo o grupo, seguio a todo galope a caminho d'Agoas Belas; botaram-lhe sequases atras, mas não poderam chegar a ele".